# Louis Méry
Louis Méry (* 2. Juni 1800 in Marseille; † 8. März 1883 ebenda) war ein französischer Regionalhistoriker und Hochschullehrer.

## Leben und Werk
Louis Méry war der jüngere Bruder des Dichters Joseph Méry. Er wandte sich früh dem Journalismus zu und gründete 1841 in Marseille zusammen mit Pierre Bellot die zweisprachige Zeitung Lou Tambourinaïre et le Ménestrel. Journal provençal et français de la ville, des bastides et des théâtres, die sich aber nicht halten konnte. Er war Mitgründer der Marseiller Gesellschaft für Statistik. Von 1840 bis 1862 besetzte er den ersten Lehrstuhl für fremde Literaturen an der Universität Aix-en-Provence. Im Zweiten Kaiserreich war er in Marseille Archivar sowie Denkmalinspektor der Départements Bouches-du-Rhône und Gard. Ab 1841 war er Mitglied der Académie de Marseille. Seine wichtigsten Schriften betreffen die Geschichte Marseilles und der Provence.

## Schriften (Auswahl)
- Histoire de Provence. 4 Bde. Lecointe, Paris 1830–1837.
- Le choléra à Marseille. Seconde invasion, 1835. Feissat aîné et Demonchy, Marseille 1836.
- Les Boucles d’oreilles. Souvenirs de l’École de droit. Feissat aîné et Demonchy, Marseille 1837.
- Chroniques de Provence. 2 Bde. Feissat aîné et Demonchy, Marseille 1837–1839.
- (mit F. Guindon) Histoire analytique et chronologique des actes et des délibérations du corps et du conseil de la municipalité de Marseille, depuis le Xe siècle jusqu’à nos jours. 8 Bde. Feissat aîné et Demonchy, Marseille 1841–1873.
- Souvenirs et sites de la Provence. Récits épisodiques. 3 Bde. Michel Lévy frères, Paris 1857–1858.
  - 1. Marie, ou Une histoire de tous les jours
  - 2. Égypte et Provence, ou Les voisins de Solans
- (mit F. Guindon) Cérémonial de la ville de Marseille de l’année 1660 à l’année 1781. A. Makaire, Aix-en-Provence 1873.